# Треказе
Треказе (італ. Trecase) — муніципалітет в Італії, у регіоні Кампанія,  метрополійне місто Неаполь.
Треказе розташоване на відстані близько 210 км на південний схід від Рима, 18 км на південний схід від Неаполя.
Населення — 9094 особи (2014).
Щорічний фестиваль відбувається 19 вересня. Покровитель — Святий Януарій.

## Демографія
Населення за роками:

Станом на 1 січня 2023 року в муніципалітеті офіційно проживало 115 іноземців з 26 країн, серед них 19 громадян країн Євросоюзу та 54 громадяни України.

## Сусідні муніципалітети
- Боскотреказе
- Ерколано
- Оттав'яно
- Торре-Аннунціата
- Торре-дель-Греко